# Leptodactylus gracilis
La rana rayada (Leptodactylus gracilis) es una especie de ránidos de la familia Leptodactylidae.

## Distribución geográfica
Se lo encuentra desde el nivel del mar hasta los 1.700 m s. n. m., en Argentina en las provincias de Buenos Aires, Catamarca, Corrientes, Córdoba, Chaco, Formosa, Entre Ríos, Jujuy, La Pampa, Misiones, Salta, Santa Fe, San Luis, Santiago del Estero y Tucumán; también en el sur de Bolivia, sur de Brasil, Paraguay y Uruguay.

## Estado de conservación
De acuerdo a la IUCN la población de la rana rayada se encuentra estable y su categorización es de «Preocupación menor».

## Subespecies
- Leptodactylus gracilis gracilis[1]
- Leptodactylus gracilis delattini[1][2]